# Lietuvos Taurė 2019
La Lietuvos Taurė 2019 è stata la 31ª edizione del torneo. La competizione è iniziata il 26 aprile 2019 e si è conclusa il 29 settembre 2019 con la finale. Lo Žalgiris era la squadra campione in carica. Il Sūduva ha vinto il torneo per la terza volta nella sua storia, dieci anni dopo la sua ultima conferma.

## Primo turno preliminare
| Squadra 1           | Risultato   | Squadra 2            |
| ------------------- | ----------- | -------------------- |
| 22 aprile 2019      |             |                      |
| Adiada Šiauliai     | 1 - 3       | Sendvaris            |
| Vieni Vartai        | 4 - 2 (dts) | Lentvaris            |
| 24 aprile 2019      |             |                      |
| Granitas Vilnius    | 0 - 3       | Anykščiai            |
| 25 aprile 2019      |             |                      |
| Venta Kuršėnai      | 0 - 3       | Baltai Kaišiadorys   |
| Top Kickers Vilnius | 3 - 4       | Spartakas Ukmerge    |
| 26 aprile 2019      |             |                      |
| Rūdupis             | 2 - 0       | Saulininkas Šiauliai |

## Secondo turno preliminare
| Squadra 1            | Risultato       | Squadra 2           |
| -------------------- | --------------- | ------------------- |
| 24 aprile 2019       |                 |                     |
| Kėdainiai            | 3 - 3 (6-5 dtr) | Atmosfera Mažeikiai |
| 26 aprile 2019       |                 |                     |
| Vieni Vartai         | 1 - 5           | Nevėžis             |
| Vova Vilnius         | 2 - 6           | Aukštaitija         |
| 27 aprile 2019       |                 |                     |
| VGTU Vilkai          | 1 - 4           | Babrungas Plungė    |
| Švyturys Marijampolė | 1 - 1 (3-4 dtr) | FK Šauliai          |
| Elektrėnų Versmė     | 1 - 2           | Banga Gargždai      |
| Navigatoriai Vilnius | 5 - 0           | Šilutė              |
| 28 aprile 2019       |                 |                     |
| Salininkai Vilnius   | 1 - 3           | Vilniaus Vytis      |
| Akmenės              | 1 - 2           | Pakruojis           |
| Reaktyvas Vilnius    | 0 - 6           | Tera Vilnius        |
| Utenis Utena         | 1 - 8           | FC Kupiškis         |
| 29 aprile 2019       |                 |                     |
| FM Ateitis           | 2 - 1           | FK Vilnius (2019)   |
| 30 aprile 2019       |                 |                     |
| Baltai Kaišiadorys   | 3 - 2           | Kražantė Kelmė      |
| Kazlu Ruda           | 1 - 3           | Radviliškis         |
| Marijampolė City     | 3 - 0           | SANED               |
| 1º maggio 2019       |                 |                     |
| Rūdupis              | 0 - 5           | Minija Kretinga     |
| Ave.Ko.              | 1 - 1 (2-3 dtr) | DFK Dainava         |
| Anykščiai            | 0 - 7           | Šilas Kazlų Rūda    |
| Spartakas Ukmerge    | 4 - 1           | Sendvaris           |
| Geležinis Vilkas     | 1 - 0           | Viesulas Vilnius    |
| Vidzgiris Alytus     | 0 - 2           | Viltis              |
| Hegelmann Litauen    | 3 - 1           | Jonava              |
| Futbolo Broliai      | 1 - 4           | Sveikata            |
| Futboliukas Vilnius  | 2 - 3           | Džiugas Telšiai     |

## Sedicesimi di finale
Le 8 squadre della A Lyga 2019 incontrano le 24 squadre vincitrici del Secondo turno preliminare.
| Squadra 1            | Risultato       | Squadra 2         |
| -------------------- | --------------- | ----------------- |
| 24 maggio 2019       |                 |                   |
| FC Kupiškis          | 0 - 0 (0-3 dtr) | Minija Kretinga   |
| Pakruojis            | 1 - 3           | Nevėžis           |
| Marijampolė City     | 4 - 3 (dts)     | DFK Dainava       |
| Kėdainiai            | 1 - 2           | FA Šiauliai       |
| Sveikata             | 1 - 0           | Šilas Kazlų Rūda  |
| 25 maggio 2019       |                 |                   |
| Tera Vilnius         | 0 - 2           | Banga Gargždai    |
| Radviliškis          | 1 - 2           | Stumbras          |
| Navigatoriai Vilnius | 1 - 1 (4-5 dtr) | Džiugas Telšiai   |
| 26 maggio 2019       |                 |                   |
| Kauno Žalgiris       | 1 - 1 (4-3 dtr) | Riteriai          |
| Aukštaitija          | 2 - 3           | Sūduva            |
| Atlantas             | 0 - 2           | Žalgiris          |
| Geležinis Vilkas     | 0 - 4           | Babrungas Plungė  |
| Viltis               | 2 - 3           | Vilniaus Vytis    |
| FM Ateitis           | 0 - 1           | Palanga           |
| 27 maggio 2019       |                 |                   |
| Hegelmann Litauen    | 0 - 4           | Panevėžys         |
| 28 maggio 2019       |                 |                   |
| Baltai Kaišiadorys   | 4 - 5 (dts)     | Spartakas Ukmerge |

## Ottavi di finale
| Squadra 1         | Risultato   | Squadra 2      |
| ----------------- | ----------- | -------------- |
| 18 giugno 2019    |             |                |
| Spartakas Ukmerge | 0 - 3       | Banga Gargždai |
| Babrungas Plungė  | 0 - 4       | Palanga        |
| 19 giugno 2019    |             |                |
| Marijampolė City  | 1 - 4       | Sūduva         |
| Žalgiris          | 3 - 0       | Stumbras       |
| 25 giugno 2019    |             |                |
| Minija Kretinga   | 1 - 2       | Kauno Žalgiris |
| 26 giugno 2019    |             |                |
| Džiugas Telšiai   | 2 - 1       | Vilniaus Vytis |
| FA Šiauliai       | 1 - 6 (dts) | Panevėžys      |
| Sveikata          | 0 - 1       | Nevėžis        |

## Quarti di finale
| Squadra 1        | Risultato       | Squadra 2      |
| ---------------- | --------------- | -------------- |
| 27 agosto 2019   |                 |                |
| Nevėžis          | 1 - 5           | Žalgiris       |
| Banga Gargždai   | 2 - 2 (5-4 dtr) | Kauno Žalgiris |
| 28 agosto 2019   |                 |                |
| Džiugas Telšiai  | 1 - 1 (3-5 dtr) | Palanga        |
| 8 settembre 2019 |                 |                |
| Sūduva           | 1 - 0           | Panevėžys      |

## Semifinali
Le semifinali sono state sorteggiate il 6 settembre.
| Squadra 1         | Risultato   | Squadra 2 |
| ----------------- | ----------- | --------- |
| 17 settembre 2019 |             |           |
| Sūduva            | 4 - 2 (dts) | Žalgiris  |
| 18 settembre 2019 |             |           |
| Banga Gargždai    | 2 - 0       | Palanga   |

## Finale
| Arbitro: | Šmitas |

|  |           |                                         |
|  | Marcatori | 21’ Tadić 56’ Renan 89’, 90+2’ Topčagić |